# Veronika (série)
Veronika é uma futura série brasileira produzida pelo Globoplay em parceria com a AfroReggae. Com direção de Silvio Guindane a primeira temporada ainda não tem previsão de estreia para streaming.   

## Enredo
Veronika (Roberta Rodrigues) uma advogada que foi criada na favela e se tornou uma profissional de sucesso. Até que se envolve com o crime organizado. Então, histórias do seu passado começam a vir à tona.  

## Elenco
- Roberta Rodrigues
- Marcelo Serrado
- Letícia Spiller
- Dudu Azevedo
- Mariana Ximenes
- Cissa Guimarães